# 蓮興站
蓮興站（韓語：련흥역）是朝鮮民主主義人民共和國咸鏡南道兴南区域的一個鐵路車站，属于昌興線。

## 邻近车站
昌興線
昌興站 - 蓮興站